# Senkurszki járás

A Senkurszki járás az Arhangelszki területen

A Senkurszki járás (oroszul Шенкурский муниципальный район) Oroszország egyik járása az Arhangelszki területen. Székhelye Senkurszk.

## Népesség
- 1989-ben 22 597 lakosa volt.
- 2002-ben 18 680 lakosa volt.
- 2010-ben 15 196 lakosa volt.